# فيليب سيغان
فيليب سيغان (بالفرنسية: Philippe Séguin) هو رجل سياسة فرنسي ولد في تونس العاصمة عام 1943 وتوفي في باريس عام 2010. عُرف برفضه للاستفتاء الفرنسي حول معاهدة ماستريشت.

## وصلات خارجية
- فيليب سيغان على موقع مونزينجر (الألمانية)